# Lee Hwi-jae
Lee Hwi-jae (Hangul: 이휘재, Hancha: 李輝宰, ur. 29 grudnia 1972) – południowokoreański prezenter telewizyjny, komik i piosenkarz. Lee studiował teatr w Seoul Institute of the Arts, a następnie zadebiutował w telewizji w 1992 roku jako komik po pracy jako reżyser planu do programu rozrywkowego Sunday Sunday Night stacji MBC. Stał się sławny dzięki programowi Life Theater. Od tego czasu rozszerzył był także gospodarzem programów rewiowych, takich jak Sang Sang Plus, Sponge i Quiz to Change the World. Był trzecim najlepiej opłacanym artystą w MBC w 2008 roku, zarabiając 574,5 mln won.

## Życie prywatne
5 grudnia 2010 roku Lee ożenił się z Moon Jeong-won. Wesele odbyło się w Grand Hyatt Hotel. Ich synowie, bliźniaki Lee Seo-eon i Lee Seo-jun, urodzili się 15 marca 2013 roku. Od 3 listopada 2013 roku Lee Hwi-jae i jego dzieci biorą udział w programie rozrywkowym The Return of Superman. Jest też potomkiem księcia Hyoryeong w 19. pokoleniu, który był drugim synem króla Taejonga.

## Filmografia

### Filmy
| Rok  | Tytuł                                                             | Rola       |
| ---- | ----------------------------------------------------------------- | ---------- |
| 1992 | bogsuhyeoljeon (kor. 복수혈전)                                    | anchorman  |
| 1993 | Bichnalilang yeongjalang hwijaelang (kor. 빛나리랑 영자랑 휘재랑) | Hwi-jae    |
| 1995 | Meolgo meon haehu (kor. 멀고 먼 해후)                             |            |
| 1996 | Albatross                                                         | Joo-hyeong |
| 1997 | Hallelujah                                                        |            |
| 2000 | Geulim-ilgi (kor. 그림일기)                                       |            |
| 2003 | Singles                                                           | cameo      |
| 2006 | Old Miss Diary - Movie                                            |            |
| 2011 | Chodaebadji moshan sonnim (kor. 초대받지 못한 손님)               |            |

### Seriale telewizyjne
| Rok  | Tytuł                                                               | Rola            | Stacja telewizyjna |
| ---- | ------------------------------------------------------------------- | --------------- | ------------------ |
| 1994 | Gimgaiga (kor. 김가이가)                                            |                 | MBC                |
| 1995 | Samsaeg-ujeong - gocham-eun goelowo (kor. 삼색우정 - 고참은 괴로워) |                 | SBS                |
| 1995 | Namja mandeulgi                                                     | Do Myeong-cheol | KBS2               |
| 1996 | Lee Hwi-jae-i sanai teuggongdae (kor. 이휘재의 사나이 특공대)       | SBS             |                    |
| 1996 | Singohabnida                                                        | Ahn Byung-seung | KBS2               |
| 1998 | Namja ses yeoja ses                                                 | Lee Hwi-jae     | MBC                |
| 1999 | Nae salang Han Ji-soon                                              |                 | SBS                |
| 2000 | Meosjin chingudeul                                                  | Lee Hwi-jae     | KBS2               |
| 2003 | Dallyeola ul-eomma                                                  | Lim Young-jae   | KBS2               |
| 2004 | Old Miss Diary                                                      |                 | KBS2               |
| 2005 | Daegyeol! Banjeon Deurama                                           |                 | SBS                |
| 2005 | Byeonhosadeul                                                       | Lee Jae-suh     | MBC                |
| 2005 | Annyeong, Franceska (sezon 3)                                       | cameo           | MBC                |
| 2006 | Usneun eolgullo dol-abola                                           | cameo           | KBS2               |
| 2011 | Choego-ui sarang                                                    | cameo           | MBC                |
| 2013 | Royal Villa                                                         | cameo           | JTBC               |
| 2016 | Ibeon ju, anaega baram-eul pimnida                                  | cameo           | JTBC               |

### Programy rewiowe
| Rok     | Tytuł                                              | Stacja telewizyjna |
| ------- | -------------------------------------------------- | ------------------ |
| 1993    | Life Theater                                       | MBC                |
| 1993    | Sunday Night: Baby Face Club                       | MBC                |
| 1994    | 오늘은 좋은 날 - 큰 집 사람들                      | MBC                |
| 1999    | Nam Hee-seok and Lee Hwi-jae's Wonderful Encounter | SBS                |
| 1999    | Nam Hee-seok and Lee Hwi-jae's 한국이 보인다       | KBS2               |
| 2000    | 한국이 보인다                                      | KBS2               |
| 2000    | Music Bank                                         | KBS2               |
| 2001    | Beautiful Sunday                                   | SBS                |
| 2001    | Lee and Yoo's Night                                | KBS2               |
| 2001    | Super TV Sunday Fun                                | KBS2               |
| 2003    | Sponge                                             | KBS2               |
| 2004    | Good Sunday: Healthy Men and Women                 | SBS                |
| 2004    | Good Sunday: Star Olympiad                         | SBS                |
| 2004    | Good Sunday: Medical Non-Fiction.21 Last Warning   | SBS                |
| 2004    | M Countdown                                        | Mnet               |
| 2004    | Sang Sang Plus                                     | KBS2               |
| 2008    | We Got Married (sezon 1)                           | MBC                |
| 2008    | Sunday Night: Quiz to Change the World             | MBC                |
| 2008    | 1000 Song Challenge                                | SBS                |
| 2009    | Sunday Night: Hunters                              | MBC                |
| 2009    | I Have an Uncle                                    | KBS2               |
| 2009    | Determine Women's Ranks                            | QTV                |
| 2010    | Heroes                                             | SBS                |
| 2010    | Eco House                                          | MBC                |
| 2011    | Saturday Freedom: Secret                           | KBS2               |
| 2011    | Saturday Freedom: Birth of a Family                | KBS2               |
| 2012    | Diamond Girl                                       | QTV                |
| 2012    | We Are Detectives                                  | JTBC               |
| 2013    | Extreme 7                                          | MBC Every1         |
| 2013    | Super Match                                        | SBS                |
| 2013    | Diet Master                                        | StoryOn            |
| 2013    | Vitamin                                            | KBS2               |
| 2013    | Super Dog                                          | KBS2               |
| 2013    | The Return of Superman                             | KBS2               |
| 2013    | The Victory with Doctors                           | JTBC               |
| 2013    | Happy Together                                     |                    |
| 2014    | Beauty Shop                                        | Channel A          |
| 2015    | Match Made in Heaven Returns                       | MBC Every1         |
| od 2016 | Battle Trip                                        | KBS2               |

### Prowadzący
| Rok  | Wydarzenie                   | Prowadzący                            |
| ---- | ---------------------------- | ------------------------------------- |
| 2005 | 11th Korea Musical Awards    |                                       |
| 2005 | 4. KBS Entertainment Awards  |                                       |
| 2006 | 5. KBS Entertainment Awards  |                                       |
| 2007 | 43. Baeksang Arts Awards     |                                       |
| 2007 | Baseball Golden Glove Awards |                                       |
| 2007 | SBS Gayo Daejeon             |                                       |
| 2008 | SBS Entertainment Awards     |                                       |
| 2009 | 1st 대한민국 희극인의 날     |                                       |
| 2009 | MBC Drama Awards             |                                       |
| 2010 | 46. Baeksang Arts Awards     | razem z Kim Ah-joong                  |
| 2011 | KBS Gayo Daechukje           |                                       |
| 2012 | 48. Baeksang Arts Awards     | razem z Kim Ah-joong                  |
| 2012 | MBC Gayo Daejejeon           |                                       |
| 2013 | 25th Korea PD Awards         |                                       |
| 2013 | 2. APAN Star Awards          | razem z Park So-yeon                  |
| 2013 | KBS Gayo Daechukje           | razem z Bae Suzy i Yoon Shi-yoon      |
| 2013 | SBS Drama Awards             | razem z Lee Bo-young i Kim Woo-bin    |
| 2014 | SBS Drama Awards             | razem z Park Shin-hye i Park Seo-joon |
| 2014 | 2014 KBS Music Festival      | razem z Ok Taec-yeon i Im Yoon-ah     |
| 2015 | SBS Drama Awards             |                                       |
| 2016 | KBS Drama Awards             |                                       |
| 2016 | SBS Drama Awards             |                                       |

## Dyskografia

### Albumy
- 1995: An Experience
- 1997: Rebirth